# ترنت بری
ترنت برای (به انگلیسی: Trent Bray) (زادهٔ ۱ سپتامبر ۱۹۷۳) شناگر اهل نیوزیلند است.